# Le Bataillon élastique
Pour plus de détails, voir Fiche technique et Distribution.
Le Bataillon élastique est un court métrage français réalisé par Georges Méliès, sorti en 1902, au début du cinéma muet.

## Fiche technique
- Réalisation : Georges Méliès
- Société de production : Star Film